# Lauhirasse (Bidouze)
Pour les articles homonymes, voir Lauhirasse.
Le Lauhirasse est un cours d'eau du Pays basque français (département des Pyrénées-Atlantiques). Il arrose les coteaux du sud de l'Adour.
Il prend sa source sur la commune d'Arbouet-Sussaute  et se jette dans la Bidouze à Arancou.

## Département et communes traversés
Pyrénées-Atlantiques
- Arancou, Arbouet-Sussaute, Arraute-Charritte, Bergouey-Viellenave, Gabat, Ilharre, Labastide-Villefranche

## Hydronymie
L'hydronyme Lauhirasse apparaît sous la forme
La Lauƒirasse (vers 1360, titres de Came).